# Leopold Pallu
Leopold Pallu, francoski admiral, * 19. avgust 1828, † 16. februar 1891.